# Drosera anglica
Drosera anglica Huds., 1778 è una pianta carnivora della famiglia delle Droseracee.

## Descrizione
Drosera anglica è molto simile a Drosera intermedia. È caratterizzata da una rosetta i cui piccioli dispongono all'estremità di foglie ricoperte da numerosi tentacoli rossi, ricoperti di gocce che intrappolano, per la loro collosità, piccoli insetti volanti.

## Distribuzione e habitat
Drosera anglica ha un areale circumboreale che si estende dal Nord America all'Eurasia.
in Italia è molto rara, e si trova solo nelle regioni settentrionali.
Cresce in torbiere a sfagni e ai margini di paludi e acquitrini con acque acide, dal livello del mare alla fascia alpina.

## Conservazione
La Lista rossa IUCN classifica Drosera anglica come specie prossima alla minaccia di estinzione (Near Threatened).